# 歴史発見
『歴史発見』（れきしはっけん）は、1992年4月10日から1994年3月9日までNHK総合テレビで放送された教養番組である。

## 概要
1つのテーマにつき1人の「論者」を迎え、彼らが持つユニークな「論」を映像表現によって豊かに呈示する歴史番組である。

## 放送時間
いずれも日本標準時。NHK教育テレビおよびNHK衛星第2テレビでの再放送あり。
- 金曜 22:00 - 22:44 （1992年4月10日 - 1993年3月12日）
- 水曜 22:00 - 22:44 （1993年4月7日 - 1994年3月9日）

## レギュラー出演者
- 濱中博久
- 井沢元彦（1992年度）
- 杉浦日向子、里中満智子（共に1992年度、入れ替わりで出演）
- 嵐山光三郎、阿刀田高（共に1993年度、入れ替わりで出演）
- 髙田万由子（1993年度）

## 放送リスト

### 1992年度
| 放送日         | サブタイトル                                                             | ゲスト                             |
| -------------- | ------------------------------------------------------------------------ | ---------------------------------- |
| 1992年4月17日  | シリーズ写楽を捜せ 第一回 絵に刻まれた暗号                               | 池田満寿夫                         |
| 1992年4月24日  | シリーズ写楽を捜せ 第二回 追跡・謎の能役者                               | 高橋克彦                           |
| 1992年5月1日   | 仕組まれたクーデター・由比正雪の乱                                       | 村松友視                           |
| 1992年5月8日   | 卑弥呼 王権の秘密                                                        | 黒岩重吾                           |
| 1992年5月15日  | 義経は中尊寺に眠っていた?                                                | 高橋克彦                           |
| 1992年5月22日  | 海女伝説 藤原一族の野望                                                  | 梅原猛                             |
| 1992年5月29日  | 信長暗殺 光秀は操られていた                                              | 中津文彦                           |
| 1992年6月5日   | 土方歳三 さまよえる墓標                                                  | 早乙女貢                           |
| 1992年6月12日  | 奥の細道 芭蕉・謎の旅路                                                  | 金子兜太                           |
| 1992年6月19日  | 頼朝暗殺計画 推理・曽我の仇討ち                                          | 永井路子                           |
| 1992年6月26日  | 超権力への道 将軍足利義満の野望                                          | 北方謙三                           |
| 1992年7月3日   | ペリー艦隊を偵察せよ!幕末琉球情報戦                                      | 立松和平                           |
| 1992年7月10日  | 消えた名磁器 古九谷の謎                                                  | 高橋治                             |
| 1992年7月17日  | 一人一説 邪馬台国はどこか                                                | 黒岩重吾、佐原真、篠田正浩         |
| 1992年7月24日  | 一人一説 写楽はだれだ                                                    | 池田満寿夫、高橋克彦               |
| 1992年9月4日   | 実録西行物語 現世を生きた歌聖                                            | 嵐山光三郎、渡辺謙（朗読）         |
| 1992年9月11日  | 信長、愛の代償 〜織田家没落のシナリオ〜                                  | 橋田壽賀子                         |
| 1992年9月18日  | シリーズ「実説おとぎ話」第1回 かぐや姫 秘められた怨念 竹取物語の政界地図 | 杉本苑子                           |
| 1992年10月9日  | 西郷「秘策」に敗る 〜明治六年つくられた征韓論〜                          | 三好徹                             |
| 1992年10月16日 | 作られた伝説 義経＝チンギス・ハーン                                      | 光瀬龍                             |
| 1992年10月23日 | 幕末洋学疑獄 高野長英 死の逃避行                                         | 吉村昭、野田圭一（朗読）           |
| 1992年10月30日 | 朝鮮出兵400年 秀吉に反逆した日本武将                                     | 沈寿官                             |
| 1992年11月6日  | 小野小町 哀しみの美貌                                                    | 山村美紗                           |
| 1992年11月20日 | お江戸の土地は誰のもの? 地価神話のルーツ                                 | 海江田万里                         |
| 1992年11月27日 | 大明帝国からのSOS 隠元禅師と東アジア動乱                                 | 陳舜臣                             |
| 1993年1月8日   | 宮本武蔵 勝利の秘密 仕組まれた巌流島                                     | 笹沢左保                           |
| 1993年1月22日  | 水戸黄門・幻のクーデター計画 宮将軍擁立事件の謎                          | 小林久三                           |
| 1993年1月29日  | 金山奉行の黒い噂 大久保長安、断罪の謎                                    | 佐木隆三                           |
| 1993年2月5日   | 一人一説 本能寺の変 誰が信長を殺したか?                                  | 早乙女貢、中津文彦                 |
| 1993年2月12日  | 一人一説 誰が龍馬を殺したか?                                             | さいとう・たかを、三好徹、半藤一利 |
| 1993年2月19日  | 伊達政宗の秘策 ヨーロッパ使節団                                          | 長部日出雄                         |
| 1993年2月26日  | 前途洋々 維新留学生 〜岩倉使節団の若者たち〜                             | 團伊玖磨                           |
| 1993年3月5日   | 桃太郎伝説 隠された大和朝廷の野望                                        | 藤川桂介                           |

### 1993年度
| 放送日         | サブタイトル                                               | ゲスト     |
| -------------- | ---------------------------------------------------------- | ---------- |
| 1993年4月7日   | 源氏物語 成立の謎 紫式部の秘められた生涯                   | 瀬戸内寂聴 |
| 1993年4月14日  | 時流への反逆 上杉謙信                                      | 津本陽     |
| 1993年4月21日  | ナンバーツーの条件 秀吉三人の重臣たち                      | 堺屋太一   |
| 1993年4月28日  | 幕末のウェディングベル 皇女和宮の素顔                      | 宮尾登美子 |
| 1993年5月12日  | 勝海舟、敗れて勝つ 江戸城無血開城工作                      | 尾崎秀樹   |
| 1993年5月19日  | 西南戦争 日本軍ここに誕生す 埋もれていた防衛庁資料         | 半藤一利   |
| 1993年6月2日   | 元禄御犬様始末記 将軍のたくらみ・生類憐れみの令            | 羽仁進     |
| 1993年6月16日  | 織田信長 神になろうとした男                                | 井沢元彦   |
| 1993年6月23日  | 大化改新 隠された主役                                      | 邦光史郎   |
| 1993年6月30日  | 天神・菅原道真の執念 遣唐使廃止の謎                        | 小松左京   |
| 1993年7月21日  | 反骨の名君・夢さめやらず新「川中島」屏風成立の謎           | 神坂次郎   |
| 1993年7月28日  | 義経・謎の逃避行 奥州藤原氏の野望                          | 高橋克彦   |
| 1993年8月25日  | 戦国“忍び”の軍団 組頭・服部半蔵の実像                      | 加藤芳郎   |
| 1993年9月1日   | 善人ナヲモテ往生ヲトグ 親鸞・悪人正機説の真実              | ひろさちや |
| 1993年9月8日   | “円”の誕生 1ドル＝1円だった頃                              | 佐高信     |
| 1993年9月22日  | 追跡・ザビエルの日傘                                       | 荒俣宏     |
| 1993年9月29日  | 旅は道連れ 伊勢参り 江戸流「長期休暇」の過ごし方           | 立松和平   |
| 1993年10月6日  | 乱世に生きた隠者 兼好法師「徒然草」の真実                  |            |
| 1993年10月13日 | 道鏡に賭けた女帝 〜称徳天皇・藤原氏への挑戦〜              | 里中満智子 |
| 1993年10月20日 | 政商山城屋割腹 〜明治5年葬られた一大汚職〜                 | 井出孫六   |
| 1993年10月27日 | 奴隷船、日本外交を襲う 〜明治5年マリア・ルス号事件の波紋〜 | 早乙女貢   |
| 1993年11月10日 | 新選組・知られざる志                                       | 佐木隆三   |
| 1993年11月17日 | 日本を鎖国させよ! 〜オランダの東洋貿易独占計画〜           | 深田祐介   |
| 1993年11月24日 | 人気取りで天下をつかめ 〜豊臣秀吉・黄金のイメージ戦略〜    | 川崎徹     |
| 1993年12月1日  | 繁栄の代償・天明大飢饉 〜死者100万人はこうして出た〜       | むのたけじ |
| 1993年12月8日  | 書いて稼いで“八犬伝” 〜職業作家・馬琴の実像〜              | 栗本薫     |
| 1994年1月12日  | “銭”の大乱 都を焼く 〜実説・応仁の乱〜                     | 山田智彦   |
| 1994年1月26日  | 秘策・三本の矢 〜毛利元就の戦国サバイバル〜                | 永井路子   |
| 1994年2月2日   | 幕末を演出した男 〜岩倉具視・王政復古の野望〜              | 高坂正尭   |
| 1994年2月9日   | ロシア国境を探れ 間宮林蔵・北方探険の密命                  | 吉村昭     |
| 1994年3月2日   | 江藤新平、汚職を許さず 〜明治6年・葬られた政治改革〜       | 佐木隆三   |
| 1994年3月9日   | 九州山地・謎の百済王伝説                                   | 金達寿     |

## 関連書籍
- NHK 歴史発見（全15巻、発行日：1992年12月 - 1994年8月順次刊行、著者：NHK歴史発見取材班、出版社：角川書店）